# Botijilla

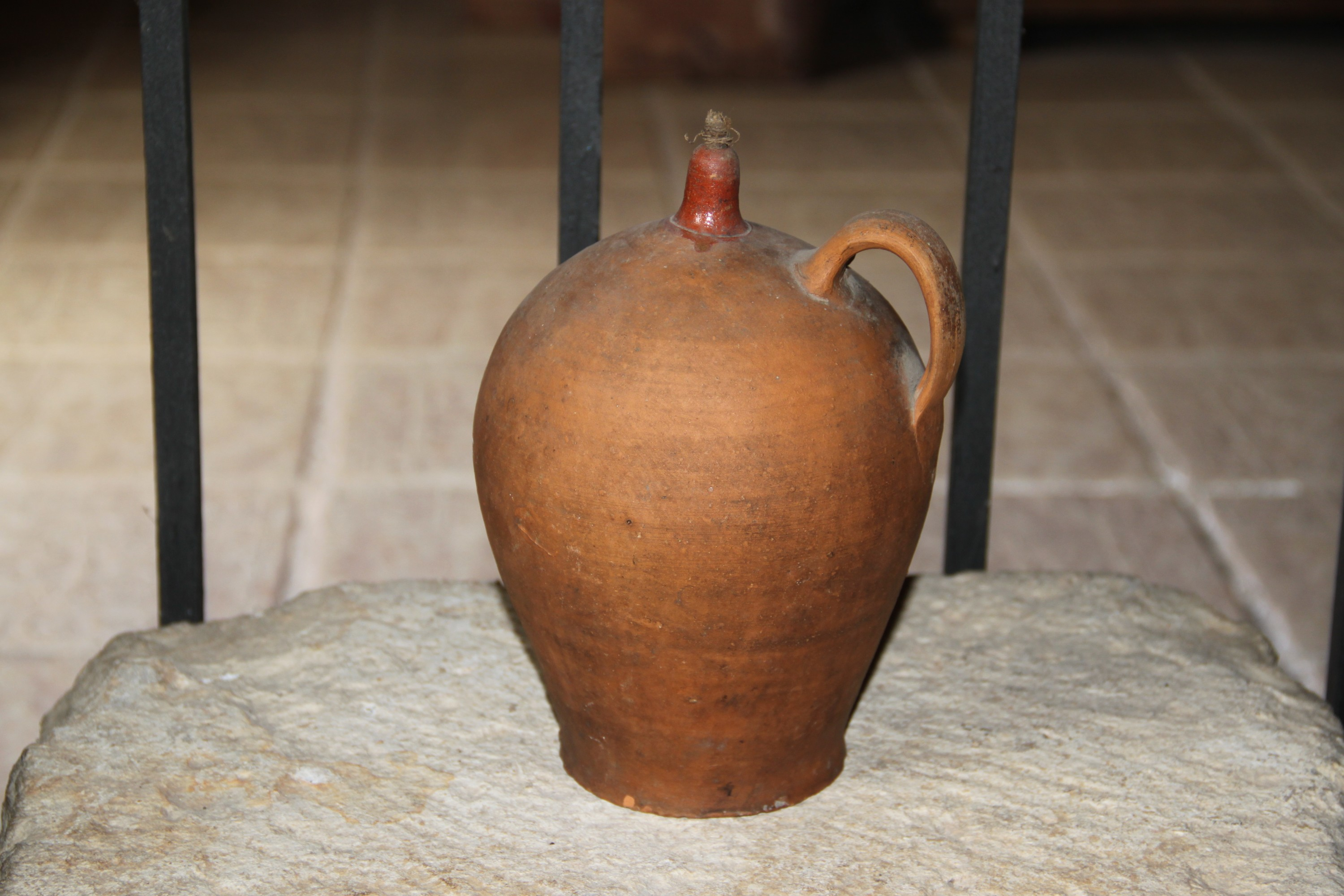
"Botijilla" de la primera mitad del. Probable origen: Arrabal de Portillo (Valladolid). Museo de las Bodegas Valcabado, Cubillas de Santa Marta (Valladolid).

Botijilla, botija, barrilete o boteja es una vasija para beber, contener y conservar el agua, que tiene cuerpo globular siguiendo distintos modelos de cantarillas y botijos. Dispone de una asa grande y un único orificio, un pitón o pitorro de boca estrecha. De uso rural muy extendido en España entre los siglos XV y XIX.

## Origen y tipología
Voz de origen latino -de «butticula-butticulae», botella pequeña para servir el vino-, la botija (y su diminutivo botijilla o el familiar "botijuela", con un sonido muy cercano a la voz latina), denominaron un grupo de vasijas y recipientes dedicados a contener agua o vino. En el medio alfarero el término botella no se documenta hasta finales del siglo XVIII. Los modelos usados para llevar el agua durante las faenas del campo pudieron tener en el ámbito catalán su precedente tipológico en los barriletes hallados en iglesias góticas de Barcelona del siglo XIV.

Evolución tipológica en la pintura
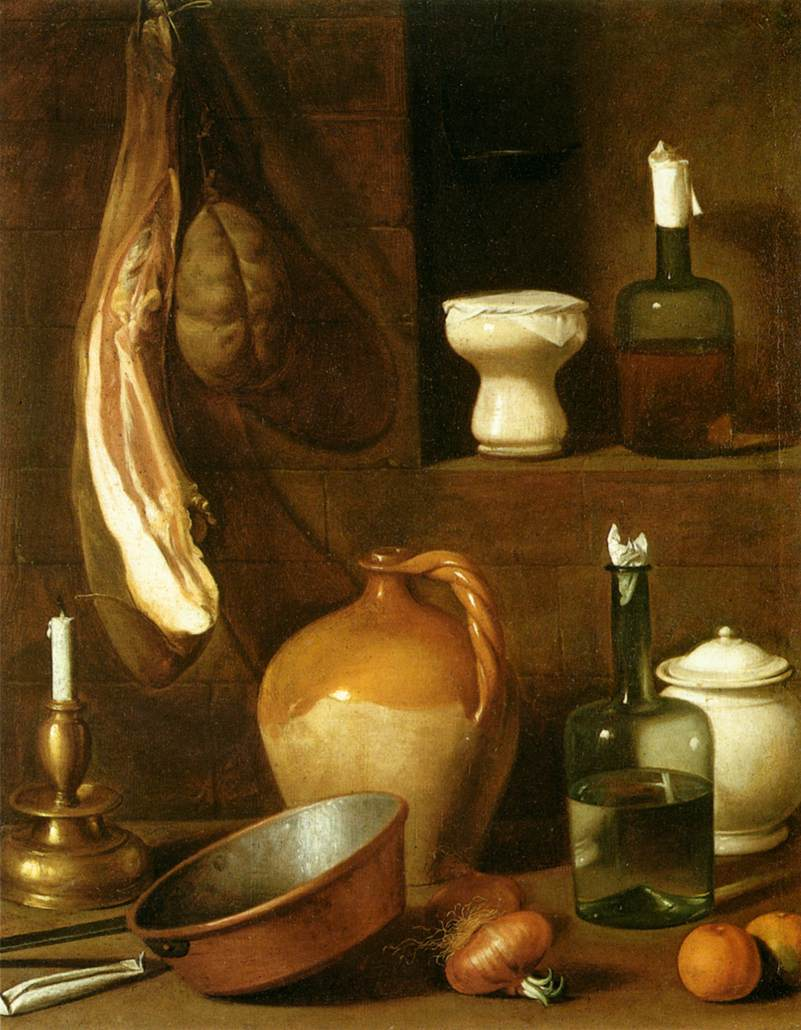
Botijilla con vidriado superior, en un bodegón de Carlo Magini (ca. 1790).
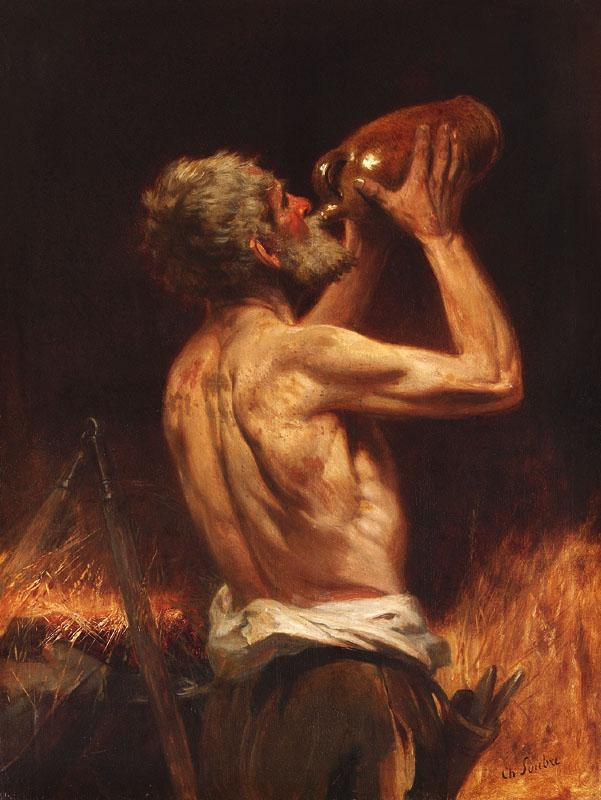
Botijilla con vidriado completo en El segador sediento, obra del pintor belga Charles Soubre (ca. 1850).
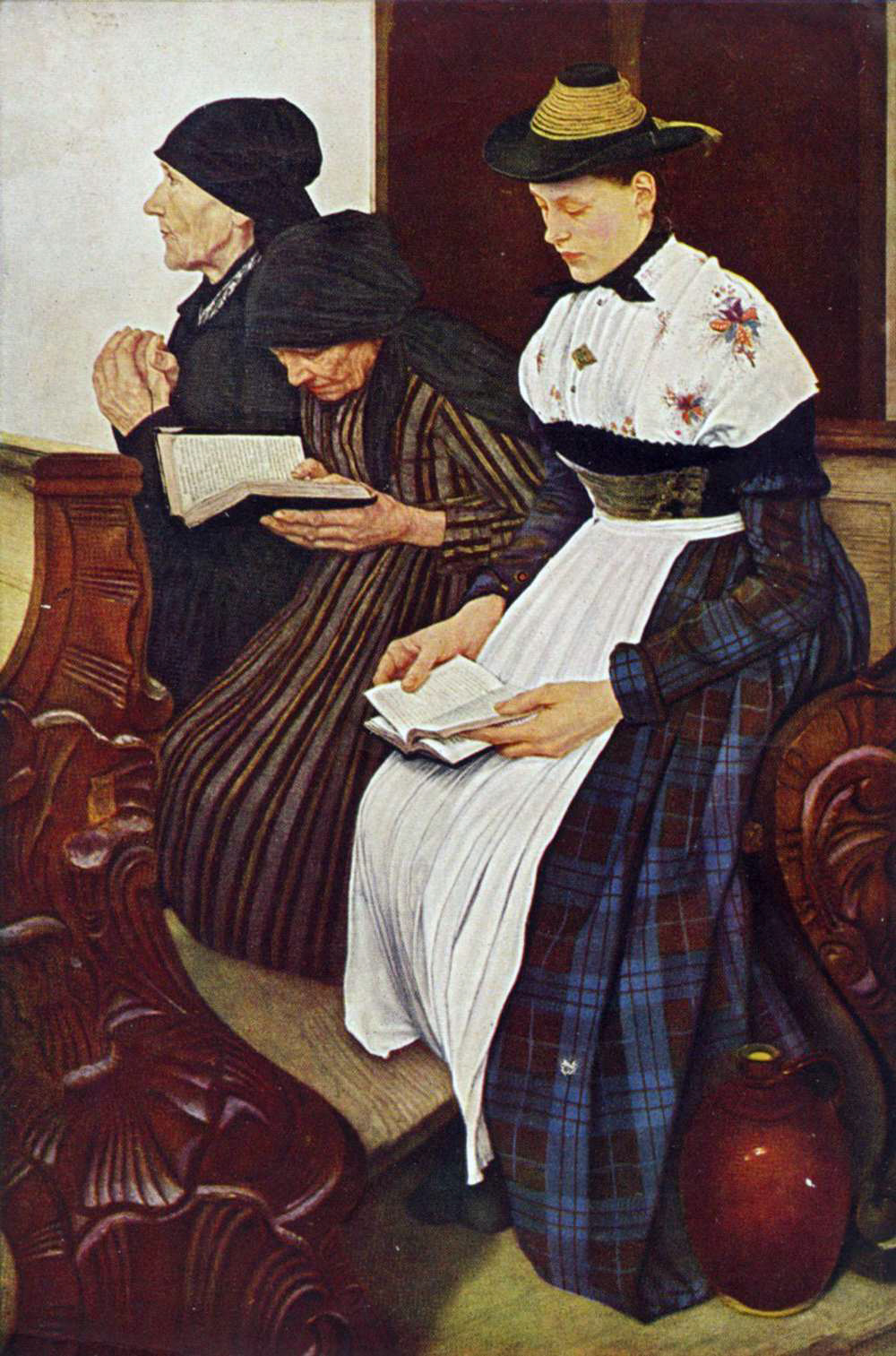
Tres mujeres en la iglesia (1881); abajo a la derecha una botijilla, según Wilhelm Leibl. Kunsthalle de Hamburgo.
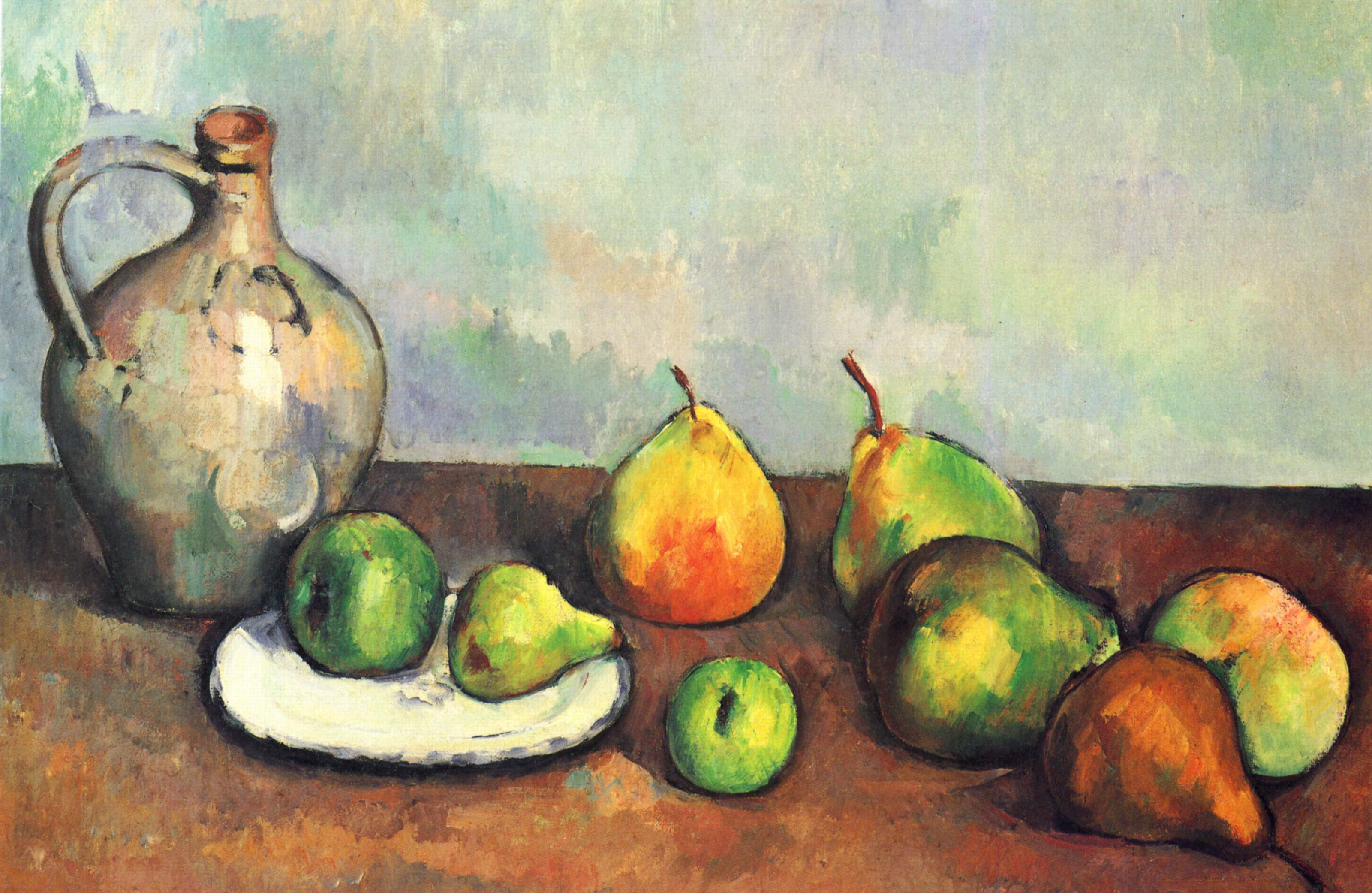
La 'botijilla' de Paul Cézanne, pieza habitual en varios de sus bodegones, como en este Bodegón con peras y botija (ca. 1893-4)